# 普代インターチェンジ
普代インターチェンジ（ふだいインターチェンジ）は、岩手県下閉伊郡普代村にある三陸沿岸道路（普代道路）のインターチェンジである。

## 歴史
- 2013年（平成25年）10月13日 : 普代道路(普代バイパス)開通にともない、供用開始。

## 道路

### 本線
- E45 三陸沿岸道路（普代道路・60番）

### 接続する道路
- 直接接続
  - 岩手県道44号岩泉平井賀普代線
- 間接接続
  - 国道45号（県道44号経由）

## 料金所
無料区間のため、設置されていない。

## 周辺
- 普代村役場
- 三陸鉄道普代駅/道の駅青の国ふだい
- 陸中黒埼灯台

## 形状
ランプウェイは複雑な構造であるが、準直結Y型の派生と考えられる。

## 隣
E45 三陸沿岸道路（普代道路）
(59) 田野畑北IC - (60) 普代IC - (61) 普代北IC